# Hjorthorn, Birger Håkanssons ätt
För andra ätter som kallats samma sak, se Hjorthorn
Hjorthorn eller Birger Håkanssons ätt är en nutida konventionell benämning på en svensk medeltida frälseätt av lagmän med ursprung från Närke som inte själva använde något släktnamn. Ätten kallas idag för Hjorthorn på grund av de bevarade sigill med vapensköldar, som avbildar ett hjorthorn.

## Historik
Riddaren Birger Håkansson (Hjorthorn, Birger Håkanssons ätt) förde ett hjorthorn på en schackspelrutad snedbjälke (inte helt olik Rumbyättens vapen). Birger Håkansson var senast 1281 gift med Ingeborg Tunadotter  av Vinstorpaätten (omnämnd 1306–1309 och var möjligen mor till norrmannen Ragvald Mule, hon hade sex söner och två döttrar). Birger Håkansson är omnämnd 1276— 1281 och var död 26.1 1304, då änkan ägde jord i Vilske härad i Västergötland och i Askers härad i Närke.
1. Kristina Birgersdotter (Hjorthorn, Birger Håkanssons ätt), gift före 26.1 1304 med Magnus Marinason [1]
2. Ramfrid. Var abbedissa i Riseberga kloster 1312 och ännu 1336. Släktskapen framgår av att svågern Magnus Marinasons son Lars Magnusson (Magnus Marinasons ätt) kallar henne moster. Hon anmodas också besegla brorsonen Magnus Ragvaldssons morgongåvobrev.[1]